# Сліма Вондерерз
«Сліма Вондерерз» (мальт. Sliema Wanderers Football Club) — мальтійський футбольний клуб з міста Сліма. 26-разовий чемпіон Мальти і 20-разовий володар національного кубка. Постійний учасник єврокубків, понад 30 разів брав участь у розіграшах Кубка (Ліги) чемпіонів і Кубка УЄФА, але пройти далі другого раунду клубу не вдавалося.

## Досягнення
- Чемпіон Мальти (26): 1919/20, 1922/23, 1923/24, 1925/26, 1929/30, 1932/33, 1933/34, 1935/36, 1937/38, 1938/39, 1939/40, 1948/49, 1953/54, 1955/56, 1956/57, 1963/64, 1964/65, 1965/66, 1970/71, 1971/72, 1975/76, 1988/89, 1995/96, 2002/03, 2003/04, 2004/05
- Володар Кубка Мальти (22): 1935, 1936, 1937, 1940, 1946, 1948, 1951, 1952, 1956, 1959, 1963, 1965, 1968, 1969, 1974, 1979, 1990, 1999/2000, 2003/04, 2008/09, 2015/16, 2023/24.
- Володар Суперкубка Мальти (3): 1996, 2000, 2009
- Володар Кубка Кассара (11): 1924, 1925, 1934, 1935, 1938, 1939, 1946, 1956, 1957, 1960, 1967

## Виступи в єврокубках
| Сезон   | Змагання                     | Раунд    | Країна               | Клуб               | Вдома | На виїзді | В сукупності |
| ------- | ---------------------------- | -------- | -------------------- | ------------------ | ----- | --------- | ------------ |
| 1963–64 | Кубок володарів кубків       | ПР       | Уельс                | Боро Юнайтед       | 0–0   | 0–2       | 0–2          |
| 1964–65 | Кубок Європейських чемпіонів | ПР       | Румунія              | Динамо Бухарест    | 0–2   | 0–5       | 0–7          |
| 1965–66 | Кубок Європейських чемпіонів | ПР       | Греція               | Панатінаїкос       | 1–0   | 1–4       | 2–4          |
| 1966–67 | Кубок Європейських чемпіонів | ПР       | Болгарія             | ЦСКА Софія         | 1–2   | 0–4       | 1–6          |
| 1968–69 | Кубок володарів кубків       | 1Р       | Люксембург           | Рюмеланж           | 1–0   | 1–2       | 2–2(г)       |
| 1968–69 | Кубок володарів кубків       | 2Р       | Данія                | Раннерс Фрея       | 0–2   | 0–6       | 0–8          |
| 1969–70 | Кубок володарів кубків       | 1Р       | Швеція               | Норрчепінг         | 1–0   | 1–5       | 2–5          |
| 1970–71 | Кубок ярмарків               | 1Р       | Данія                | Академіск БК       | 2–3   | 0–7       | 2–10         |
| 1971–72 | Кубок Європейських чемпіонів | 1Р       | Ісландія             | Акранес            | 0–0   | 4–0       | 4–0          |
| 1971–72 | Кубок Європейських чемпіонів | 2Р       | Шотландія            | Селтік             | 1–2   | 0–5       | 1–7          |
| 1972–73 | Кубок Європейських чемпіонів | 1Р       | Польща               | Гурник Забже       | 0–5   | 0–5       | 0–10         |
| 1973–74 | Кубок УЄФА                   | 1Р       | Болгарія             | Локомотив Пловдив  | 0–2   | 0–1       | 0–3          |
| 1974–75 | Кубок володарів кубків       | 1Р       | Фінляндія            | Лахті              | 2–0   | 1–4       | 3–4          |
| 1975–76 | Кубок УЄФА                   | 1Р       | Португалія           | Спортінг           | 1–2   | 1–3       | 2–5          |
| 1976–77 | Кубок Європейських чемпіонів | 1. Round | Фінляндія            | ТПС                | 2–1   | 0–1       | 2–2(г)       |
| 1977–78 | Кубок УЄФА                   | 1Р       | Західна Німеччина    | Айнтрахт Франкфурт | 0–0   | 0–5       | 0–5          |
| 1979–80 | Кубок володарів кубків       | 1Р       | Португалія           | Боавішта           | 2–1   | 0–8       | 2–9          |
| 1980–81 | Кубок УЄФА                   | 1Р       | Іспанія              | Барселона          | 0–2   | 0–1       | 0–3          |
| 1981–82 | Кубок УЄФА                   | 1Р       | Греція               | Аріс Салоніки      | 2–4   | 0–4       | 2–8          |
| 1982–83 | Кубок володарів кубків       | 1Р       | Уельс                | Суонсі Сіті        | 0–5   | 0–12      | 0–17         |
| 1987–88 | Кубок володарів кубків       | 1Р       | Албанія              | Влазнія Шкодер     | 0–4   | 0–2       | 0–6          |
| 1988–89 | Кубок УЄФА                   | 1Р       | Румунія              | Вікторія Бухарест  | 0–2   | 1–6       | 1–8          |
| 1989–90 | Кубок Європейських чемпіонів | 1Р       | Албанія              | Тирана             | 1–0   | 0–5       | 1–5          |
| 1990–91 | Кубок володарів кубків       | 1Р       | Чехословаччина       | Дукла Прага        | 1–2   | 0–2       | 1–4          |
| 1993–94 | Кубок володарів кубків       | КР       | Швеція               | Дегерфорс          | 1–3   | 0–3       | 1–6          |
| 1995–96 | Кубок УЄФА                   | ПР       | Кіпр                 | Омонія             | 1–2   | 0–3       | 1–5          |
| 1996–97 | Кубок УЄФА                   | ПР       | Грузія               | Маргветі           | 1–3   | 3–0       | 4–3          |
| 1996–97 | Кубок УЄФА                   | КР       | Данія                | Оденсе             | 0–2   | 1–7       | 1–9          |
| 1998    | Кубок Інтертото              | 1Р       | Угорщина             | Діошдьйор          | 2–3   | 0–2       | 2–5          |
| 1999–00 | Кубок УЄФА                   | 1КР      | Швейцарія            | Цюрих              | 0–3   | 0–1       | 0–4          |
| 2000–01 | Кубок УЄФА                   | 1КР      | Сербія та Чорногорія | Партизан           | 2–1   | 1–4       | 3–5          |
| 2001–02 | Кубок УЄФА                   | 1КР      | Словаччина           | Матадор Пухов      | 2–1   | 0–3       | 2–4          |
| 2002–03 | Кубок УЄФА                   | 1КР      | Польща               | Полонія            | 1–3   | 0–2       | 1–5          |
| 2003–04 | Ліга чемпіонів               | 1КР      | Латвія               | Сконто             | 2–0   | 1–3       | 3–3(г)       |
| 2003–04 | Ліга чемпіонів               | 2КР      | Данія                | Копенгаген         | 0–6   | 1–4       | 1–10         |
| 2004–05 | Ліга чемпіонів               | 1КР      | Литва                | Каунас             | 0–2   | 1–4       | 1–6          |
| 2005–06 | Ліга чемпіонів               | 1КР      | Молдова              | Шериф              | 1–4   | 0–2       | 1–6          |
| 2006–07 | Кубок УЄФА                   | 1КР      | Румунія              | Рапід Бухарест     | 0–1   | 0–5       | 0–6          |
| 2007–08 | Кубок УЄФА                   | 1КР      | Болгарія             | Литекс             | 0–3   | 0–4       | 0–7          |
| 2009–10 | Ліга Європи                  | 2КР      | Ізраїль              | Маккабі Нетанья    | 0–0   | 0–3       | 0–3          |
| 2010–11 | Ліга Європи                  | 1КР      | Хорватія             | Шибеник            | 0–3   | 0–0       | 0–3          |
| 2013–14 | Ліга Європи                  | 1КР      | Азербайджан          | Хазар-Ланкаран     | 1–1   | 0–1       | 1–2          |
| 2014–15 | Ліга Європи                  | 1КР      | Угорщина             | Ференцварош        | 1–1   | 1–2       | 2–3          |